# 偉華中心
偉華中心（英語：Wai Wah Centre）由和記黃埔發展，在1986年落成，是香港新界沙田區沙田市中心的私人屋苑及商場，位於大埔公路與沙田正街之間，毗連港鐵沙田站及新城市廣場，並且有行人通道連接新城市廣場第一期及希爾頓中心。商場部份設於三樓（地下亦有少量商店），而二樓則為停車場。由Don Pan & Associates建築師事務所設計。

## 商場
偉華商場（英語：Chanway Shopping Centre）設於一樓（L1）及三樓（L3）。一樓設有美聯地產、雲桂香米線、譚仔雲南米線及奇興茶餐廳，其餘部份為停車場入口、機房及住宅大堂。三樓商場則設有數間零售店舖，包括fusion by PARKnSHOP、OK便利店、地產代理、髮廊、國城大藥房、向日葵纖體美容及診所等。而商場曾經設有現代教育，到2010年代中期已搬遷。
食肆包括炑八韓烤（原扒王之王舖位）、小胖台灣便當、牛大人。

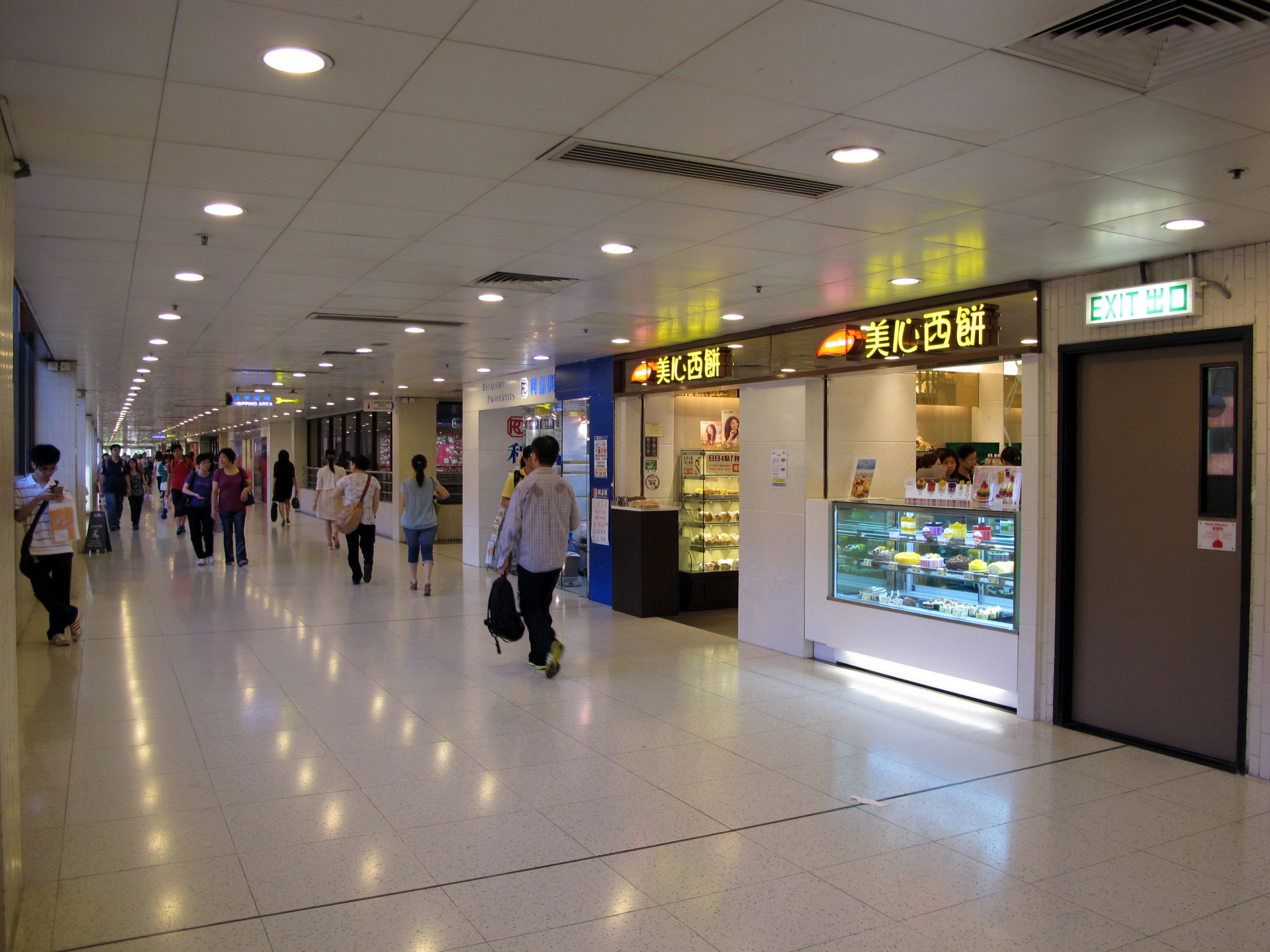
偉華中心三樓商場

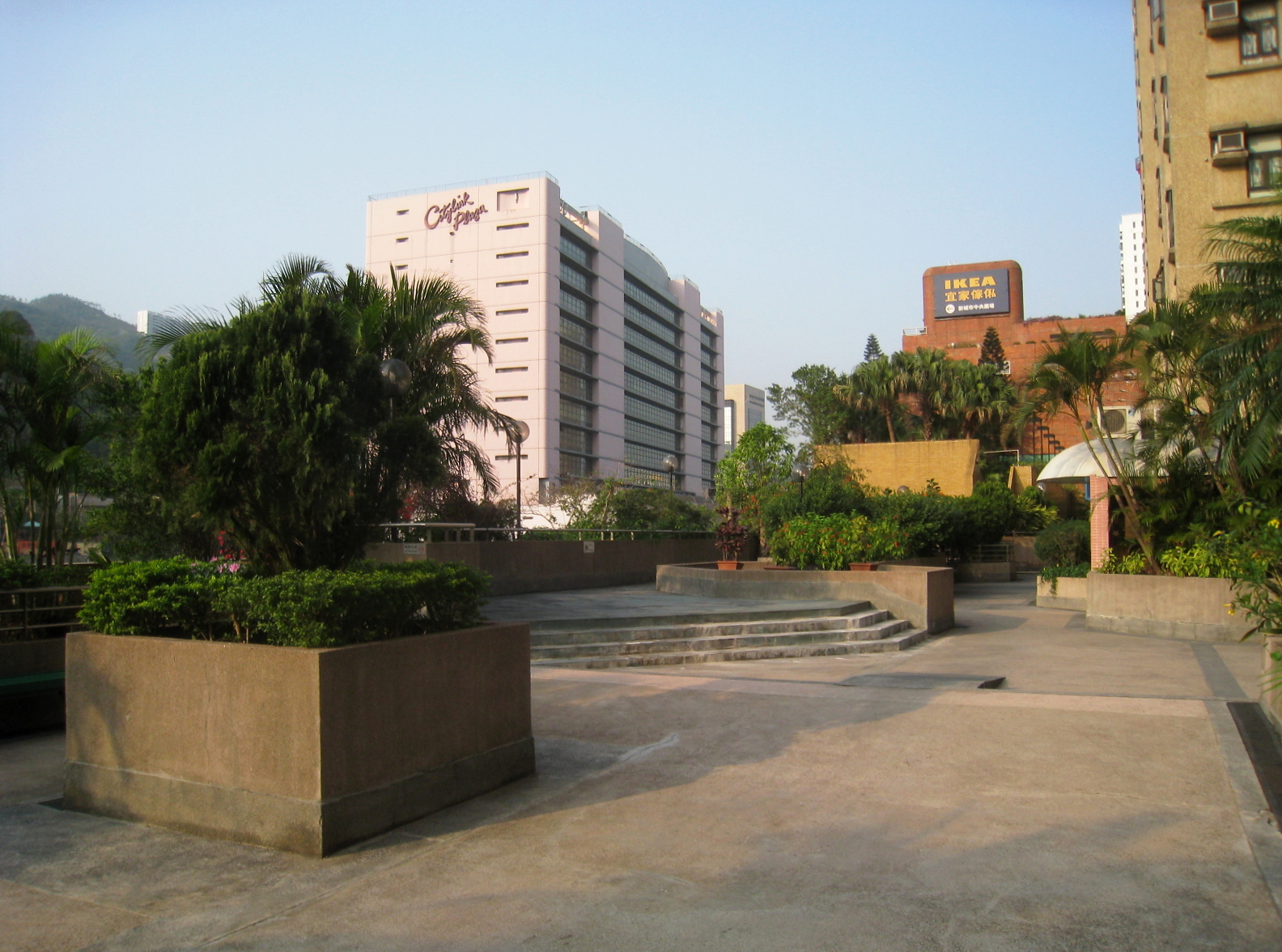
偉華中心四樓平台

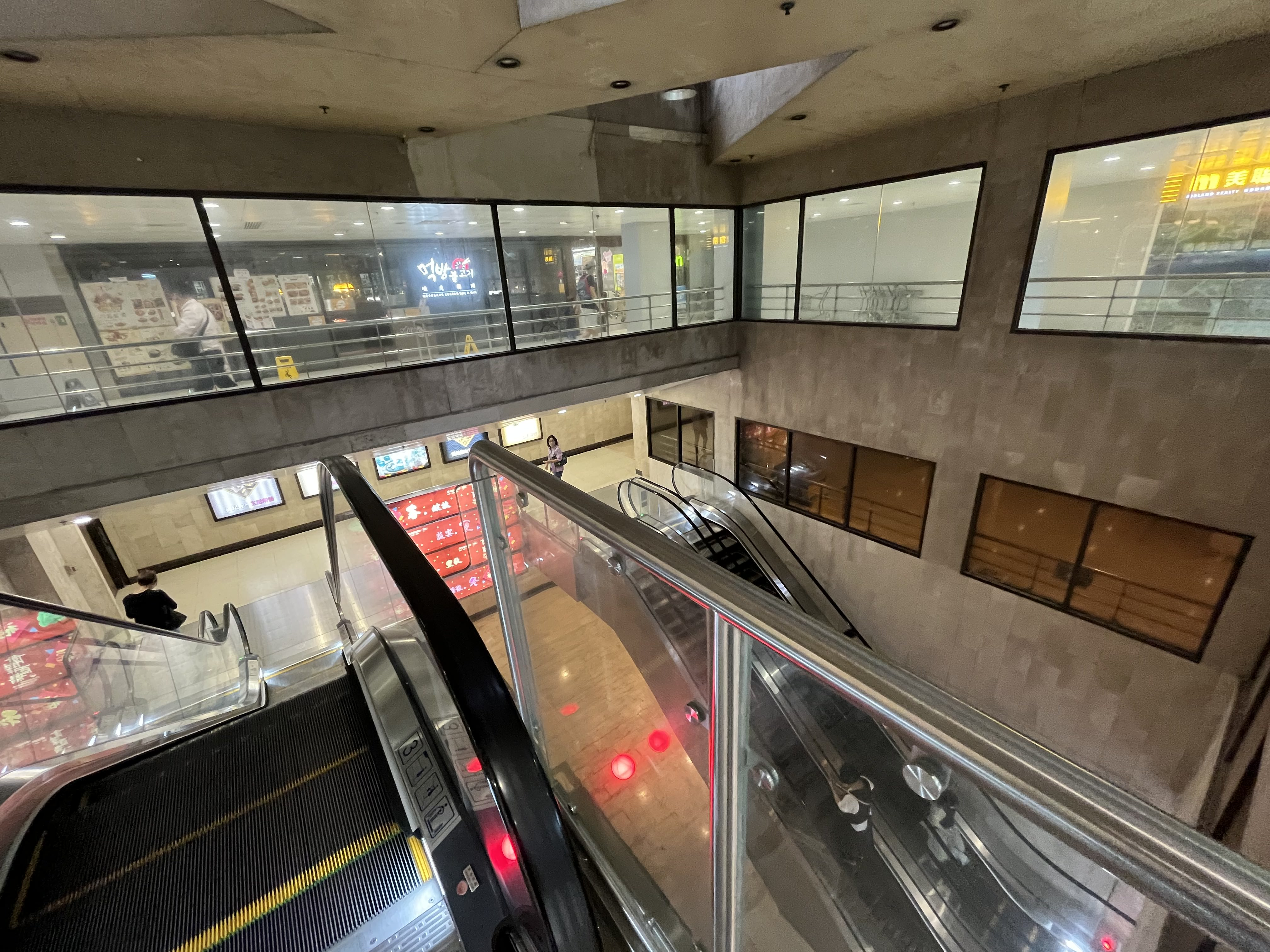
連接一樓至三樓的扶手電梯大堂

商場部份的英文名稱為「Chanway Shopping Centre」，與住宅部份的英文名稱「Wai Wah Centre」不同。而商場舖位的業權人為「陳偉沙田新市發展有限公司」；該公司亦是屋苑住宅部份開售時，賣方的其中一員。
據指偉華中心原址的地皮屬商人陳偉持有，長江實業於香港政府發展沙田新市鎮時，與陳偉屬下的公司合作開發該地皮以興建偉華中心。偉華中心落成後，屋苑的商業部份（商場及停車場）一直由陳偉沙田新市發展有限公司持有。

## 住宅
四樓（L4）樓起屬於住宅範圍，共有4座住宅，每座樓高29層，合共提供832個住宅單位。偉華中心主要提供2房單位，面積由403平方呎至483平方呎，吸引了不少小家庭居住，為區內的上車盤之一。四樓平台也提供了不少康樂設施，包括游泳池、兒童遊樂場及兩間幼稚園。平台設有通道連接新城市廣場第一期及希爾頓中心。